# Svealandsbanan
| Gedenktafel zur Einweihung 1997 | |                                            |                                            |
| Kursbuchstrecke: | 58 |                                            |                                            |
| Streckenlänge: | 115 km |                                            |                                            |
| Spurweite: | 1435 mm (Normalspur) |                                            |                                            |
| Stromsystem: | 15 kV 16⅔ Hz ~ |                                            |                                            |
| Maximale Neigung: | 17,5 ‰ |                                            |                                            |
| Streckengeschwindigkeit: | Bandel 453: Grundbro –Åkers Styckebruk: 40 km/h Bandel 452: Folkesta –Nybybruk: 30 km/h Bandel 451b: (Södertälje syd övre) –(Eskilstuna central): 200 km/h Bandel 450: Eskilstuna central –Rekarne: 200 km/h Bandel 490: (Rekarne) –(Valskog): 160 km/h |                                            |                                            |
| Zweigleisigkeit: | Nykvarn–Läggesta Eskilstuna C–Folkesta Strängnäs–Härad |                                            |                                            |
| | |                                            |                                            |
| \| \| \| Grödingebanan von Stockholm \| \| \| \| \| Västra stambanan von Stockholm \| \| \| \| \| Igelstabron 2140 m (Södertälje-Kanal) \| \| \| \| \| Europastraße 4 \| \| \| \| 1,819 \| Södertälje syd \| Södertälje syd \| \| \| \| Västra stambanan nach Göteborg \| \| \| \| \| Alte Västra stambanan \| \| \| \| 3,450 \| Tvetatunneln 93 m \| Tvetatunneln 93 m \| \| \| 7,882 \| Almnästunneln 96 m \| Almnästunneln 96 m \| \| \| 10,480 \| Almnäs \| Almnäs \| \| \| 16,428 \| Nykvarn \| Nykvarn \| \| \| \| Eskilstunabanan \| \| \| \| \| Europastraße 20 \| \| \| \| \| \| \| \| \| 23,516 \| Ryssjöbrink \| Ryssjöbrink \| \| \| \| Taxinge-Näsby (Museumsbahn) \| \| \| \| \| Härnön \| \| \| \| \| Sjöbygget \| \| \| \| \| Hedlandet \| \| \| \| 31,405 \| Första Läggestatunneln 127 m \| Första Läggestatunneln 127 m \| \| \| 31,618 \| Andra Läggestatunneln 679 m \| Andra Läggestatunneln 679 m \| \| \| 32,405 \| Tredje Läggestatunneln 182 m \| Tredje Läggestatunneln 182 m \| \| \| \| Råckstaån \| \| \| \| \| Östra Södermanlands Järnväg von Mariefred \| \| \| \| \| Läggesta nedre (Museumsbahn) \| \| \| \| \| Eskilstunabanan nach Åkers styckebruk \| \| \| \| 33,695 \| Läggesta (Umstieg zur Museumsbahn) \| Läggesta (Umstieg zur Museumsbahn) \| \| \| 34,806 \| Fjärde Läggestatunneln 285 m \| Fjärde Läggestatunneln 285 m \| \| \| 41,507 5,843 \| von Åkers styckebruk (5,843 km) \| von Åkers styckebruk (5,843 km) \| \| \| 41,490 \| Grundbro \| Grundbro \| \| \| 46,540 \| Malmby \| Malmby \| \| \| 49,106 \| Ulvhäll \| Ulvhäll \| \| \| 50,035 \| Strängnäs \| Strängnäs \| \| \| 50,284 \| Strängnästunneln 2056 m \| Strängnästunneln 2056 m \| \| \| 56,943 \| Härad \| Härad \| \| \| 64,061 \| Barva \| Barva \| \| \| 71,765 \| Kjula \| Kjula \| \| \| \| Eskilstunabanan von Åkers styckebruk \| \| \| \| 80,7 \| Eskilstuna Södra \| Eskilstuna Södra \| \| \| \| von Eskilstuna Norra \| \| \| \| \| Eskilstunaån \| \| \| \| \| Bahnstrecke Kolbäck–Oxelösund von Flen \| \| \| \| 102,974 81,6 \| Eskilstuna C \| Eskilstuna C \| \| \| 84,2 \| Brottsta \| Brottsta \| \| \| 86,2 \| Hällbybrunn \| Hällbybrunn \| \| \| 107,547 86,226 \| Norra Södermanlands Järnväg \| Norra Södermanlands Järnväg \| \| \| 88,312 \| Skan log \| Skan log \| \| \| 88,362 \| VME (Volvo) \| VME (Volvo) \| \| \| 90,785 \| Nybybruk \| Nybybruk \| \| \| \| Roxnäs \| \| \| \| \| Mälarbaden \| \| \| \| \| Mälarbadens hamn \| \| \| \| 109,505 \| Folkesta \| Folkesta \| \| \| \| Europastraße 20 \| \| \| \| \| Riksväg 56 \| \| \| \| 114,328 \| Rekarne \| Rekarne \| \| \| \| Bahnstrecke Kolbäck–Oxelösund nach Kolbäck \| \| \| \| (96) \| Östertibble \| Östertibble \| \| \| (99) \| Torpaslätt \| Torpaslätt \| \| \| 129,170 \| Kungsör \| Kungsör \| \| \| \| Arbogaån \| \| \| \| \| Mälarbanan von Västerås \| \| \| \| 337,046 \| Valskog \| Valskog \| \| \| \| Mälarbanan nach Örebro \| \| \| \| \| \| \| \| Quellen: [1][3] \| \| \| \| | |                                            |                                            |
| Strecke | | Grödingebanan von Stockholm                | Grödingebanan von Stockholm                |
| Strecke · Strecke | | Västra stambanan von Stockholm             | Västra stambanan von Stockholm             |
| Strecke · Brücke über Wasserlauf | | Igelstabron 2140 m (Södertälje-Kanal)      | Igelstabron 2140 m (Södertälje-Kanal)      |
| Strecke · Brücke | | Europastraße 4                             | Europastraße 4                             |
| Abzweig geradeaus und nach links · Turmbahnhof geradeaus oben · Strecke von rechts | 1,819 | Södertälje syd                             | Södertälje syd                             |
| Strecke · Abzweig geradeaus und nach links · Abzweig quer und nach links | | Västra stambanan nach Göteborg             | Västra stambanan nach Göteborg             |
| Strecke nach links · Abzweig geradeaus und von rechts | | Alte Västra stambanan                      | Alte Västra stambanan                      |
| Tunnel | 3,450 | Tvetatunneln 93 m                          | Tvetatunneln 93 m                          |
| Tunnel | 7,882 | Almnästunneln 96 m                         | Almnästunneln 96 m                         |
| Dienststation / Betriebs- oder Güterbahnhof | 10,480 | Almnäs                                     | Almnäs                                     |
| Bahnhof | 16,428 | Nykvarn                                    | Nykvarn                                    |
| Abzweig geradeaus und ehemals nach links · Strecke von rechts (außer Betrieb) | | Eskilstunabanan                            | Eskilstunabanan                            |
| Brücke · Strecke mit Straßenbrücke (Strecke außer Betrieb) | | Europastraße 20                            | Europastraße 20                            |
| Strecke von links (außer Betrieb) · Kreuzung geradeaus oben (Querstrecke außer Betrieb) · Strecke nach rechts (außer Betrieb) | |                                            |                                            |
| Bahnhof (Strecke außer Betrieb) · Dienststation / Betriebs- oder Güterbahnhof | 23,516 | Ryssjöbrink                                | Ryssjöbrink                                |
| Kopfbahnhof Strecke bis hier außer Betrieb · Strecke | | Taxinge-Näsby (Museumsbahn)                | Taxinge-Näsby (Museumsbahn)                |
| Haltepunkt / Haltestelle · Strecke | | Härnön                                     | Härnön                                     |
| Haltepunkt / Haltestelle · Strecke | | Sjöbygget                                  | Sjöbygget                                  |
| Bahnhof · Strecke | | Hedlandet                                  | Hedlandet                                  |
| Strecke · Tunnel | 31,405 | Första Läggestatunneln 127 m               | Första Läggestatunneln 127 m               |
| Strecke · Tunnel | 31,618 | Andra Läggestatunneln 679 m                | Andra Läggestatunneln 679 m                |
| Strecke · Tunnel | 32,405 | Tredje Läggestatunneln 182 m               | Tredje Läggestatunneln 182 m               |
| Brücke über Wasserlauf · Brücke über Wasserlauf | | Råckstaån                                  | Råckstaån                                  |
| Abzweig geradeaus und von rechts · Strecke | | Östra Södermanlands Järnväg von Mariefred  | Östra Södermanlands Järnväg von Mariefred  |
| Kopfbahnhof Strecke ab hier außer Betrieb · Strecke | | Läggesta nedre (Museumsbahn)               | Läggesta nedre (Museumsbahn)               |
| Strecke nach links (außer Betrieb) · Kreuzung geradeaus oben (Querstrecke außer Betrieb) | | Eskilstunabanan nach Åkers styckebruk      | Eskilstunabanan nach Åkers styckebruk      |
| Bahnhof | 33,695 | Läggesta (Umstieg zur Museumsbahn)         | Läggesta (Umstieg zur Museumsbahn)         |
| Tunnel | 34,806 | Fjärde Läggestatunneln 285 m               | Fjärde Läggestatunneln 285 m               |
| Abzweig geradeaus und von links | 41,507 5,843 | von Åkers styckebruk (5,843 km)            | von Åkers styckebruk (5,843 km)            |
| Dienststation / Betriebs- oder Güterbahnhof | 41,490 | Grundbro                                   | Grundbro                                   |
| ehemaliger Bahnhof | 46,540 | Malmby                                     | Malmby                                     |
| ehemalige Blockstelle | 49,106 | Ulvhäll                                    | Ulvhäll                                    |
| Haltepunkt / Haltestelle | 50,035 | Strängnäs                                  | Strängnäs                                  |
| Tunnel | 50,284 | Strängnästunneln 2056 m                    | Strängnästunneln 2056 m                    |
| Dienststation / Betriebs- oder Güterbahnhof | 56,943 | Härad                                      | Härad                                      |
| Dienststation / Betriebs- oder Güterbahnhof | 64,061 | Barva                                      | Barva                                      |
| Dienststation / Betriebs- oder Güterbahnhof | 71,765 | Kjula                                      | Kjula                                      |
| Abzweig geradeaus und ehemals von links | | Eskilstunabanan von Åkers styckebruk       | Eskilstunabanan von Åkers styckebruk       |
| ehemaliger Bahnhof | 80,7 | Eskilstuna Södra                           | Eskilstuna Södra                           |
| Abzweig geradeaus und ehemals von rechts | | von Eskilstuna Norra                       | von Eskilstuna Norra                       |
| Brücke über Wasserlauf | | Eskilstunaån                               | Eskilstunaån                               |
| Abzweig geradeaus und von links | | Bahnstrecke Kolbäck–Oxelösund von Flen     | Bahnstrecke Kolbäck–Oxelösund von Flen     |
| Bahnhof | 102,974 81,6 | Eskilstuna C                               | Eskilstuna C                               |
| ehemaliger Bahnhof | 84,2 | Brottsta                                   | Brottsta                                   |
| ehemaliger Bahnhof | 86,2 | Hällbybrunn                                | Hällbybrunn                                |
| Strecke von links · Abzweig geradeaus und nach rechts | 107,547 86,226 | Norra Södermanlands Järnväg                | Norra Södermanlands Järnväg                |
| Abzweig geradeaus und nach links · Strecke | 88,312 | Skan log                                   | Skan log                                   |
| Abzweig geradeaus und von links · Strecke | 88,362 | VME (Volvo)                                | VME (Volvo)                                |
| Betriebs-/Güterbahnhof Strecke ab hier außer Betrieb · Strecke | 90,785 | Nybybruk                                   | Nybybruk                                   |
| Haltepunkt / Haltestelle (Strecke außer Betrieb) · Strecke | | Roxnäs                                     | Roxnäs                                     |
| Bahnhof (Strecke außer Betrieb) · Strecke | | Mälarbaden                                 | Mälarbaden                                 |
| Kopfbahnhof Streckenende (Strecke außer Betrieb) · Strecke | | Mälarbadens hamn                           | Mälarbadens hamn                           |
| Dienststation / Betriebs- oder Güterbahnhof | 109,505 | Folkesta                                   | Folkesta                                   |
| Strecke mit Straßenbrücke | | Europastraße 20                            | Europastraße 20                            |
| Strecke mit Straßenbrücke | | Riksväg 56                                 | Riksväg 56                                 |
| Dienststation / Betriebs- oder Güterbahnhof | 114,328 | Rekarne                                    | Rekarne                                    |
| Abzweig geradeaus und nach rechts | | Bahnstrecke Kolbäck–Oxelösund nach Kolbäck | Bahnstrecke Kolbäck–Oxelösund nach Kolbäck |
| ehemaliger Bahnhof | (96) | Östertibble                                | Östertibble                                |
| ehemaliger Bahnhof | (99) | Torpaslätt                                 | Torpaslätt                                 |
| Bahnhof | 129,170 | Kungsör                                    | Kungsör                                    |
| Brücke über Wasserlauf | | Arbogaån                                   | Arbogaån                                   |
| Abzweig geradeaus und von rechts | | Mälarbanan von Västerås                    | Mälarbanan von Västerås                    |
| Dienststation / Betriebs- oder Güterbahnhof | 337,046 | Valskog                                    | Valskog                                    |
| Strecke | | Mälarbanan nach Örebro                     | Mälarbanan nach Örebro                     |
| | |                                            |                                            |
| Quellen: | |                                            |                                            |

Svealandsbanan (deutsch „die Svealandbahn“) ist eine normalspurige Eisenbahnstrecke in Schweden, die von Södertälje syd övre durch das südliche Mälardalen über  Eskilstuna nach Valskog bei Kungsör führt.
Sie ist nach dem mittelschwedischen Landesteil Svealand benannt. Die Strecke wurde am 9. Juni 1997 eingeweiht und ersetzt die 1895 als Norra Södermanlands Järnväg gebaute und 1994 stillgelegte Eskilstunabana.

## Baugeschichte
Der älteste Teil der Strecke ist der Abschnitt Eskilstuna–Valskog, der 1877 als Teil der Bahnstrecke Kolbäck–Oxelösund von der Oxelösund–Flen–Västmanlands Järnvägsaktiebolag (OFWJ) fertiggestellt wurde.
1895 wurde durch die Norra Södermanlands Järnväg (NrSJ) die Strecke von Södertälje nach Eskilstuna und 1900 weiter nach Mälarbaden gebaut. Die NrSJ wurde  1931 verstaatlicht und 1936 von Statens Järnvägar elektrifiziert.
Die alte Bahnstrecke, die seit den 1990er Jahren Eskilstunabanan genannt wurde, wies Ende der 1980er Jahre keine wettbewerbsfähigen Fahrzeiten mehr auf. Die Hauptstrecke umging zudem die Stadt Strängnäs, so dass der schwedische Staat Anfang der 1990er Jahre den Bau der Svealandsbana beschloss.
Im Januar 1994 wurde die alte Strecke von Södertälje nach Eskilstuna stillgelegt, um die 79 km lange neue Strecke zu bauen. Der Bau wurde gleichzeitig mit dem Ausbau der Europastraße 20 realisiert, die zum Teil parallel zur Svealandsbana läuft. Die Bahnstrecke wurde nach drei Jahren fertiggestellt und im Juni 1997 eingeweiht. Die Strecke ist ferngesteuert.
Von Grundbro nach Strängnäs verläuft die Svealandsbana über die ehemalige Stichbahn Åkers styckebruk–Strängnäs der Norra Södermanlands Järnväg. Der Abschnitt Grundbro–Åkers styckebruk ist als Stichbahn für den Güterverkehr weiterhin in Betrieb. Von Eskilstuna nach Rekarne wird die Strecke gemeinsam mit der Strecke Kolbäck–Oxelösund geführt. Diese wurde dazu in den 1990er Jahren von Eskilstuna bis Folkesta zweigleisig ausgebaut.
Die Strecke wurde eingleisig erbaut, was im Spitzenverkehr schon nach einigen Jahren Kapazitätsprobleme verursachte. Zwischen 2007 und 2010 wurde die Strecke daher mit den drei zusätzlichen Kreuzungsbahnhöfen Barva, Grundbro und Almnäs sowie dem zweigleisigen Abschnitt Ryssjöbrink–Nykvarn ausgebaut.
Zwischen 2014 und 2018 wurde der Streckenabschnitt Strängnäs–Härad zweigleisig ausgebaut. Dazu musste der drei Kilometer lange Tunnel unter dem Långberget sowie ein neues Reisezentrum in Strängnäs, das über den Gleisen errichtet wurde, gebaut werden. Die Kosten für den Ausbau betragen, errechnet auf dem Preisniveau von 2012, etwa 1,8 Milliarden Kronen.  Die Inbetriebnahme erfolgte am 2018.

## Verkehr
Entgegen den ursprünglichen Plänen wurden nach der Inbetriebnahme der Strecke keine neuen Fahrzeuge eingesetzt. Der Verkehr wurde im Wesentlichen von X2-Zügen bestritten. Ursprünglich fuhren viele Züge zwischen Hallsberg und Uppsala über Arlanda, Stockholm und Eskilstuna. Nach einer Zeit mit lokomotivgeführten Zügen und Regina-Triebwagen des Typs X52 fahren seit Februar 2005 SJ-X40-Doppelstockzüge auf der Strecke, die dort erstmals eingesetzt wurden. Eine Fahrplanperiode wurde der Nachtzug aus Nordschweden auf dem Weg zwischen Stockholm und Göteborg über die Strecke geführt.

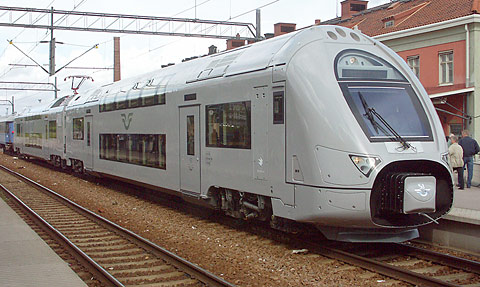
SJ X40 in Eskilstuna

Die Strecke wird hauptsächlich von Regionalzügen von SJ AB in Zusammenarbeit mit der Regionalgesellschaft Trafik i Mälardalen (TiM) auf der Linie Stockholm C–Södertälje Syd–Strängnäs–Eskilstuna C (–Arboga) im Stundentakt befahren.
Der Güterverkehr auf der Strecke ist begrenzt. Nykvarn mit einem Terminal für Biokraftstoffe sowie das Volkswagen-Zentrallager wird täglich bedient, Åkers Styckebruk einmal pro Woche. Der Durchgangsverkehr umfasst einen Containerzug zwischen Södertälje hamn und Västerås. Nördlich von Eskilstuna ist das Frachtaufkommen größer.
Die Teilstrecke Grundbro–Åkers Styckebruk (Bandel 453) erhielt auf Grundlage der Järnvägsmarknadsförordning (2022:416) den Status upphört underhåll (Unterhalt eingestellt).

## Zukunftsplanungen
In der ferneren Zukunft soll die gesamte Strecke zweigleisig ausgebaut werden, was mit Kosten in Höhe von 3,5 bis 4 Milliarden Kronen veranschlagt wird.